# Ash (sopa)
Āsh (em persa: آش), muitas vezes grafado “ash”, é um tipo de sopa típico da Culinária do Irã ou Culinária da Turquia, normalmente servido quente.  Em grande parte das receitas, o ash é uma sopa vegetariana, com vários tipos de grãos e vegetais, incluindo várias tipos de ervas aromáticas, mas pode também levar carne, rechteh (massas) ou iogurte, mas normalmente tudo cozido como um puré.
O āsh pode ser adquirido já pronto e ser usado como se fosse uma refeição completa.

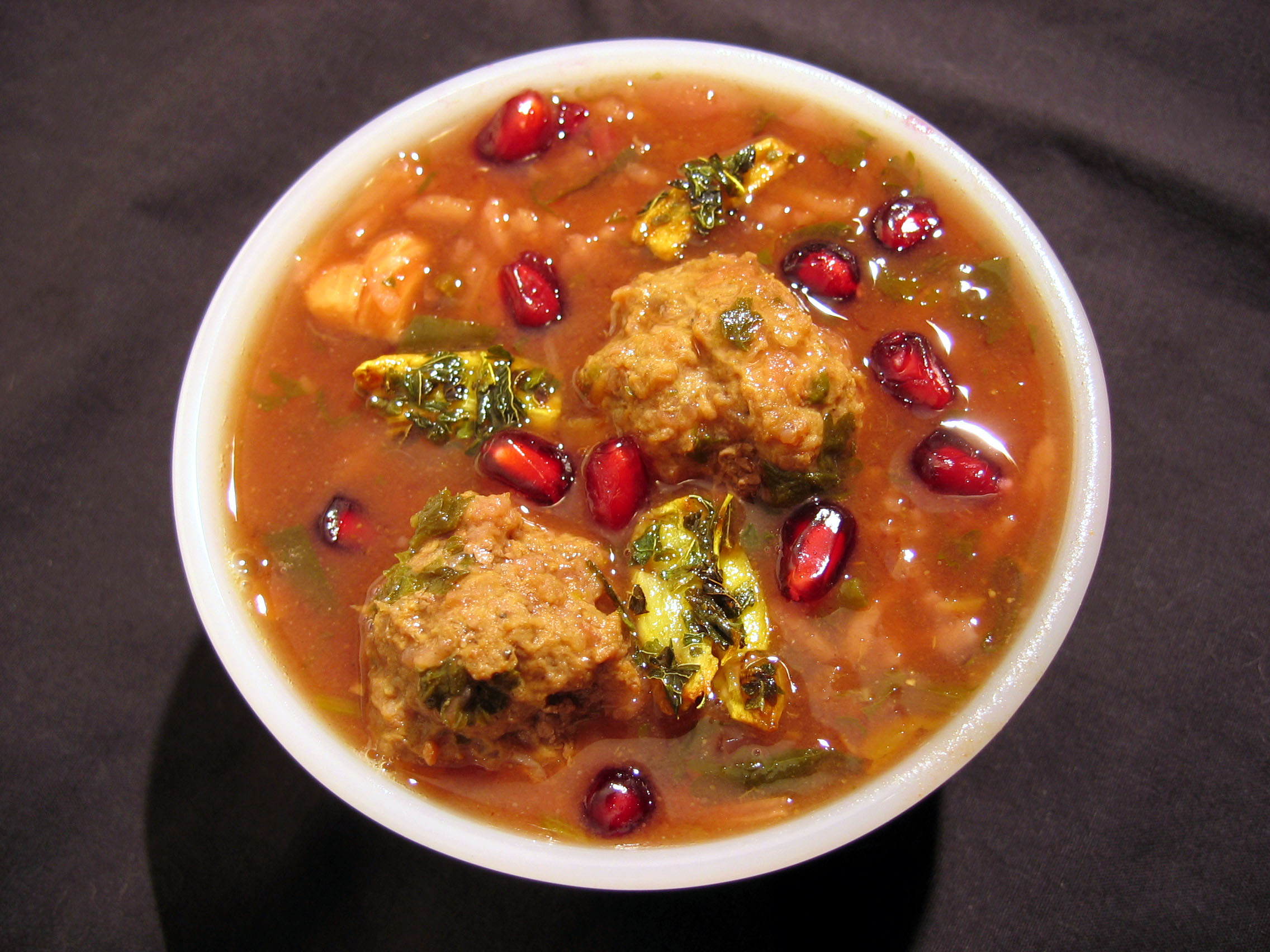
Āsh-e anār.
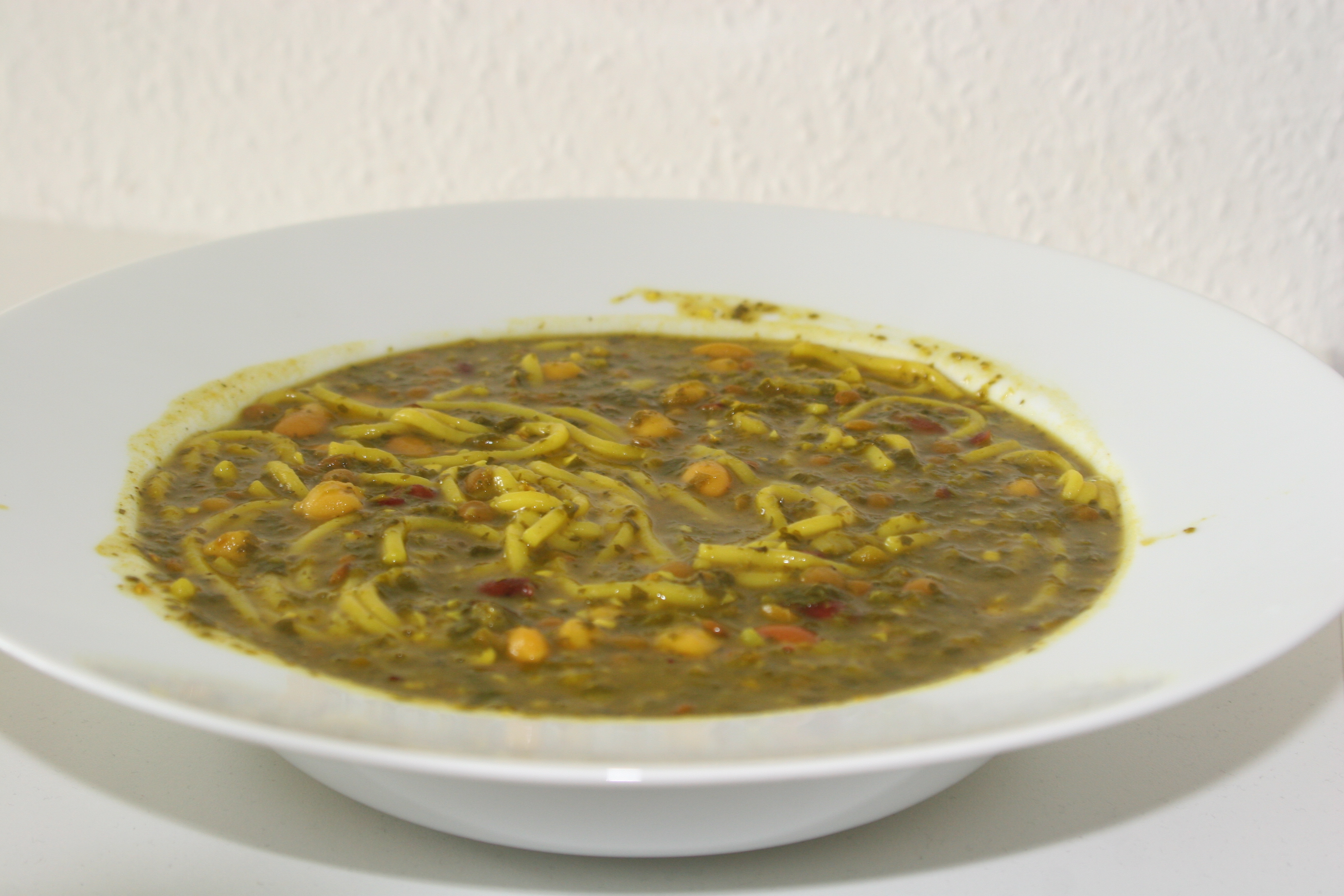
Āsh-e Reshte.